# Contea di Peppermint Grove
La contea di Peppermint Grove è una delle 29 local government areas che si trovano nell'area metropolitana di Perth, in Australia Occidentale. Essa si estende su di una superficie di 1,1 chilometri quadrati ed ha una popolazione di circa 1.600 abitanti.